# Beyond Quantum
Beyond Quantum ist ein Jazzalbum von Anthony Braxton, Milford Graves und William Parker. Die im Studio von Bill Laswell in West Orange, New Jersey am 11. Mai 2008 entstandenen Aufnahmen erschienen am 19. August 2008 auf John Zorns Label Tzadik. 

## Hintergrund
Die Aufnahme des Komponisten und Multiinstrumentalisten Anthony Braxton mit dem den Schlagzeuger Milford Graves und dem Bassisten William Parker fanden als spontane Session in Bill Laswells Aufnahmestudio statt. Im Vergleich zu Braxton und Parker war die Free-Jazz-Legende Milford Graves – er hatte u. a. in den 60ern mit Albert Ayler und mit Roswell Rudd und John Tchicai im New York Art Quartet gespielt – in dieser Zeit selten an Aufnahmen oder Auftritten beteiligt und war vor allem als Lehrer am Bennington College aktiv. Während Anthony Braxton und William Parker in der Vergangenheit zusammen aufgetreten waren, spielte Graves zum ersten Mal mit beiden.

## Titelliste
- Anthony Braxton, Milford Graves, William Parker: Beyond Quantum (Tzadik TZ 7626)[2]

1. First Meeting	14:49
2. Second Meeting	10:48
3. Third Meeting	16:34
4. Fourth Meeting	16:08
5. Fifth Meeting	5:11

Alle Kompositionen stammen von Anthony Braxton, Milford Graves und William Parker.

## Rezeption

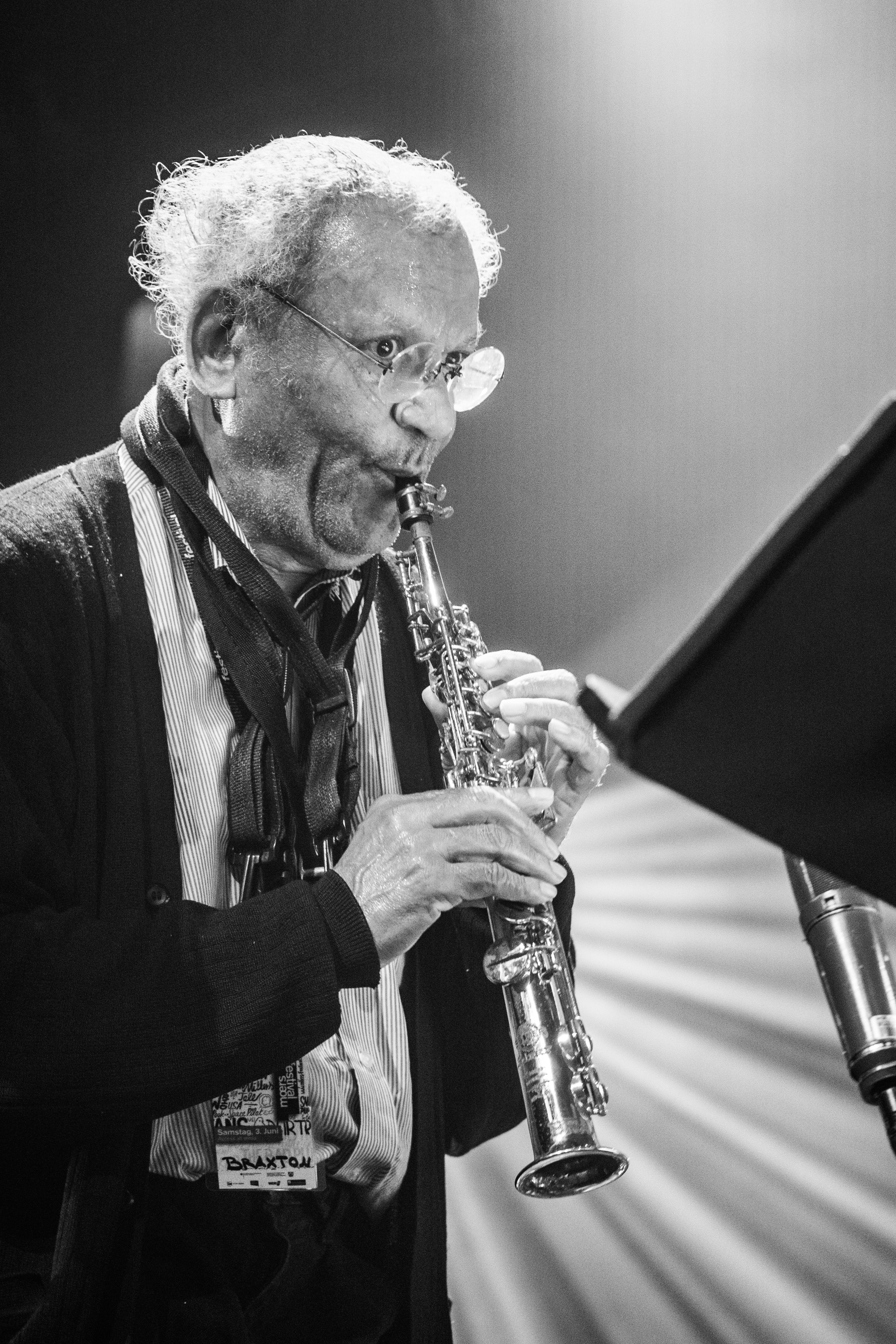
Anthony Braxton auf dem Moers festival 2017

Thom Jurek verlieh dem Album in Allmusic viereinhalb Sterne und lobte, dieses erste Trio-Treffen von  Anthony Braxton, Milford Graves und William Parker sei der Traum eines jeden Avantgarde-Jazzfans. Beyond Quantum platziere diese drei modernen Legenden in einer vollständig improvisierten Umgebung puren inspirierenden, kommunikativen Feuers. Es fühle sich nie wie ein Ausdauertest an, und die Flut von Kreativität, Leidenschaft und direkter Kommunikation zwischen den Teilnehmern lasse den Hörer nicht atemlos, sondern erstaunt zurück. Dies sei ein ernstzunehmender Anwärter auf die Avantgarde-Jazz-Aufnahme von 2008, so Jureks Resümée.
Nach Ansicht von Troy Collins, der das Album in All About Jazz rezensierte, ist Beyond Quantum ein beispielloses Free-Jazz-Gipfeltreffen auf höchstem Niveau. Das Trio agiere während fünf langer Exkursionen, die ein breites Spektrum wechselnder Dynamiken erforschen, als echtes Kollektiv. Ihr unablässiger Drei-Wege-Dialog sei eine ständige Weiterentwicklung des ausgewogenen, einfühlsamen Zusammenspiels. Dieses Treffen klinge zeitlos, resümiert Collins. Beyond Quantum sei eine unerwartete und magische Aufnahme, ein Klassiker, der dazu bestimmt sei viele Jahresendlisten anzuführen.